# Тип 87
Тип 87 SPAAG — японська зенітна самохідна установка, що являє собою швейцарську автоматичну зенітну гармату Ерлікон GDF-005, встановлену на модифіковане шасі танка Тип 74.

## Історія створення
Сили самооборони Японії на початку 1980-х для заміни застарілих зенітних самохідних установок M42 Duster, через Оборонне Агентство Японії виробили вимоги щодо створення вітчизняної зенітної самохідної установки. Контракт на постачання та виробництво виграла компанія Mitsubishi Heavy Industries.
Тип 87 SPAAG був розроблений компаніями Mitsubishi Heavy Industries в 1987 році, яка створила модернізоване шасі і Japan Steel Works яка, у свою чергу, займалася виробництвом зенітної зброї. На початковому етапі виробництва Тип 87 SPAAG планувалося використовувати шасі від танка Тип 61, проте пізніше стали використовувати шасі від Тип 74.
Основна частина робіт з розробки та тестування була виконана у 1982 році, а перші прототипи з'явилися вже у 1983 році.

## Оператори
- Японія за даними звіту Японії в ООН, в 2021 році на озброєнні було 50 зенітних самохідних установок[2].